# Rüdtligen-Alchenflüh
Rüdtligen-Alchenflüh är en ort och kommun i distriktet Emmental i kantonen Bern, Schweiz. Kommunen har 2 451 invånare (2023).
Orten består av ortsdelarna Rüdtligen och Alchenflüh på varsin sida motorvägen A1.